# Мобильные блондинки
Мобильные блондинки (также сокращённо Группа МБ) — российская женская музыкальная поп-группа, существовавшая с 2008 по 2014 годы. Продюсером коллектива является Игорь Матвиенко. 

## История группы
«Мобильные блондинки» впервые публично появились в 2008 году на одноимённом телешоу на телеканале «Муз-ТВ». После этого группа выпустила свой первый и один из двух хитов — «А что я такого сказала?» (муз. и сл. И.Матвиенко).
В 2010 году на юбилейном концерте Игоря Матвиенко, группа представила вторую версию песни на слова Александра Вулых, исполненную совместно с Филиппом Киркоровым — «Ты так достала» (муз. И. Матвиенко, сл. А. Вулых).
В 2011-2012 годах состав группы постепенно сильно изменяется, к лету 2013 её покидают практически все солистки первого состава, остаётся лишь Антонина. В 2014 году группа выпускает свой второй и последний громкий хит «Марина», который снискал достаточно дурную славу эталона безвкусия, пошлости. В конце 2014 года группа фактически прекращает свою деятельность, официально коллектив распущен в 2015 году.  

## Состав группы
| Годы        | Состав            | Состав                 | Состав          | Состав              | Состав              |
| ----------- | ----------------- | ---------------------- | --------------- | ------------------- | ------------------- |
| 2008 — 2009 | Антонина Клименко | Мария Киселёва         | Ольга Курбатова | Алеся Александрова  | Елена Башарина      |
| 2009 — 2010 | Антонина Клименко | Юлия Тимонина          | Ольга Курбатова | Алеся Александрова  | Елена Башарина      |
| 2010 — 2011 | Антонина Клименко | Юлия Тимонина          | Мария Киселёва  | Алеся Александрова  | Елена Башарина      |
| 2011        | Антонина Клименко | Светлана Степанковская | Мария Киселёва  | Алеся Александрова  | Станислава Копылова |
| 2011 — 2012 | Антонина Клименко | Светлана Степанковская | Мария Киселёва  | Станислава Копылова | Елена Башарина      |
| 2012 — 2013 | Антонина Клименко | Светлана Степанковская | Мария Киселёва  | Станислава Копылова | Олеся Бословяк      |
| 2013 — 2014 | Антонина Клименко | Светлана Степанковская | Евгения Франк   | Олеся Бословяк      | —                   |
| 2014        | Антонина Клименко | Светлана Степанковская | Евгения Франк   | —                   | —                   |

## Дискография

### Видеоклипы
| Год  | Название                  | Режиссёр       | Состав                                                                   |
| ---- | ------------------------- | -------------- | ------------------------------------------------------------------------ |
| 2008 | «А что я такого сказала?» | Олег Гусев     | А.Клименко, О. Курбатова, Е.Башарина-Швец, А.Александрова, М.Киселёва    |
| 2009 | «Плюшевый мишка»          | Глеб Орлов     | А.Клименко, О. Курбатова, Е.Башарина-Швец, А.Александрова, Ю.Тимонина    |
| 2010 | «Новый кот»               | Марат Адельшин | А.Клименко, М.Киселёва, Е.Башарина, А. Александрова, Ю.Тимонина          |
| 2011 | «Birthday»                | Алан Бадоев    | А. Клименко, М. Киселёва, С. Копылова, А. Александрова, С. Степанковская |
| 2014 | «Марина»                  | И.Волков       | А. Клименко, С. Степанковская, Евгения Франк                             |

### Песни
- 2008 — А что я такого сказала? (муз. и сл. Игорь Матвиенко)
- 2008 — Маленькое счастье (cover КуБа) (муз. и сл. Игорь Матвиенко)
- 2009 — Бла-бла-бла-блондинки (муз. и сл. И. Матвиенко)
- 2009 — Досвидос (муз. К. Арсенев — сл. К. Арсенев)
- 2009 — Плюшевый мишка (муз. Игорь Матвиенко — сл. И. Матвиенко, И. Степанова)
- 2009 — Снежный барс (муз. И. Матвиенко — сл. О. Ровная)
- 2010 — Ты так достала (ft. Филипп Киркоров) (муз. И. Матвиенко — сл. И. Матвиенко, А. Вулых)
- 2010 — Белые розы (cover Ласковый май) (муз. и сл. С. Кузнецов)
- 2010 — Небо (cover Иванушки International) (муз. И. Матвиенко — сл. К. Арсенев)
- 2010 — Новый кот (муз. и сл. И. Степанова)
- 2010 — Дуся-агрегат (ft. В. Дайнеко) (муз. И. Матвиенко — сл. А. Шаганов)
- 2011 — Birthday (муз. И. Матвиенко — сл. И. Матвиенко, Pink Birkin (О. Курбатова)
- 2012 — Гадалка (муз. М. Дунаевский — сл. Л.Дербенев)
- 2014 — Марина (муз. Е. Иванов — сл. И. Степанова)